# Conjunto habitacional no cruzamento das Avenidas de Roma e dos Estados Unidos da América
O conjunto habitacional no cruzamento das Avenidas de Roma e dos Estados Unidos da América, construído em 1952, situa-se em Lisboa na freguesia de Alvalade, mais propriamente no Bairro de Alvalade.
Filipe Nobre de Figueiredo e José Segurado projectam em 1952 o cruzamento das duas mais importantes avenidas do Bairro de Alvalade com quatro grandes blocos de treze pisos dispostos na perpendicular, contrariando a praça prevista no plano, constituem assim um dos mais claros exemplos da aplicação, na arquitectura portuguesa da década de 50. O sétimo piso, situado ao nível central do edifício, é tratado formalmente como uma alheta de separação que marcava o piso comercial, terciário e de serviços. A execução transformá-lo-ia, porém, num programa tradicional de habitação, anulando o piso central de serviços e remetendo para o piso térreo como comércio.
A solução viária proposta para o cruzamento das duas avenidas optava por uma passagem desnivelada, através de um viaduto. O local era singular do ponto de vista urbano uma vez que propiciava uma solução de relativa descontinuidade com a sequência de ruas e pequenas praças que caracterizava o plano de Alvalade. A solução proposta investe numa dupla acção de articulação com os edifícios envolventes, bastante mais baixos e caracterizados pela continuidade das fachadas, e de presença forte na imagem do local. Sem possibilidades de criar um espaço de maior vivência, devido ao forte tráfego, o projecto procurou estabelecer uma mediação entre a força escultórica dos volumes e a ligação à envolvente, caracterizando a forma urbana com uma presença pouco comum até aí. Dois dos blocos implantam-se com os topos virados para o cruzamento e sobre ele avançando, enquanto os outros dois oferecem o seu lado maior ao cruzamento, recuando. O resultado é de um subtil, mas notável efeito de contracção e dilatação do espaço. Os edifícios exibem um tratamento exterior de grande plasticidade, com os módulos regulares das varandas a sucederem-se cavando sucessivos nichos e explorando os efeitos de textura das grelhas e vidraças. A meia altura, um rasgo a todo o comprimento dos blocos forma uma alheta com a altura de todo o piso, no que deveria ser uma rua comercial, mas que ficou destinada a habitação. O piso térreo é elevado sobre pilares, nos dois edifícios de topo, e ocupado por comércio nos outros dois. Ao tempo esta obra foi um paradigma de inserção de um modelo moderno, uma espécie de unidade de habitação, numa área da cidade desenvolvida segundo padrões relativamente tradicionais de ruas e quarteirões. A presença das quatro torres na cidade foi um dos primeiros casos de construção decididamente em altura.
Nos edifícios, o recurso à simplicidade do impacto da dupla cor branca e bordeaux, associado à inteligente utilização da composição de fachada em retículas de diferentes dimensões e escalas, constituídas por diferentes elementos geradores de volumes e sombras que conseguem absorver e quase anular elementos intrusos, como caixilharias de marquises clandestinas, toldos ou anúncios publicitários, que em edifícios mais frágeis teriam um efeito totalmente destruidor, tornando-se assim um forte exemplo da adaptabilidade na arquitectura. Por último há ainda a realçar como qualidade arquitectónica, urbanística e vivencial o facto de cada um destes edifícios ser conhecido no bairro por nome próprio, decorrente da identificação do seu uso pelos moradores, como é o exemplo do edifício Luanda, Caixa, Correios e Vá-Vá.